# عرفان عبد الحميد فتاح
عرفان عبد الحميد ال فتّاح (1937-2007)، مفكر وفيلسوف عراقي، أستاذ في الفكر الإسلامي، دكتوراة في العقيدة والفكر الإسلامي من جامعة كامبريدج في بريطانيا سنة 1965 م.

## ولادته ونشأته
ولد عرفان عبد الحميد ال فتاح الأيوبي في مدينة سامراء   1937 ميلادية، درس في بداية حياته في مدارس هذه المدينة حتى تخرج فيها وحصل على شهادة الثانوية.

## سيرته العلمية
انتقل إلى بغداد عام 1955م، لينضم طالباً جامعياً في قسم التاريخ كلية التربية في جامعة بغداد، وليتخرج فيه، التحق بعد ذلك ببعثة وزارة التربية عام 1961 ميلادية لدراسة الفلسفة في جامعتي سانت اندروز و كامبريدج تحت إشراف المستشرق الإنجليزي المعروف آرثر جون آربري (ت1969م)، وليحصل على درجة الدكتوراه بدرجه الشرف في الفلسفة في هذه الجامعة عام 1965م، عن أطروحته الموسومة (أثر الفكر الاعتزالي في العلماء المسلمين  خلال القرن الرابع و القرن الخامس الهجري). وبعد حصوله على الدكتوراه عاد إلى بغداد ليعمل في جامعة بغداد

## مؤلفاته
ألّف العديد من الكتب والبحوث المنشورة، ومن أبرز كتبه:
1. كتاب دراسات في الفرق والعقائد الإسلامية، ط1، 1968، ط2، 1977.
2. كتاب المستشرقون والإسلام.
3. بحث المدرسة العراقية (علم الكلام والفلسفة والتصوف) الذي صدر ضمن كتاب العراق في موكب الحضارة، ج3، بغداد 1988.
4. مقدمة كتاب ثورة الروح: دراسة في فلسفة التصوف عند عبد القادر الجيلاني للدكتور جمال الدين فالح الكيلاني، دار الزنبقة، القاهرة،2006.[3]
5. كتاب دراسات في الفكر العربي الإسلامي (أبحاث في علم الكلام والتصوف والاستشراق)، عمان 1991. وهذا الكتاب هو مجموعة دراسات علمية محكمة في الفلسفة والتصوف والاستشراق نشرها في مجلات عراقية وعربية وعالمية.
6. كتاب اليهودية، عرض تاريخي، والحركات الحديثة في اليهودية، عمان 1997.[4]
7. كتاب النصرانية، نشأتها التاريخية وأصول عقائدها، عمان 2000.[5]
8. مدخل إلى معاني الفلسفة، دار الجيل، بيروت، 1989.[5]
9. نظرية ولاية الفقيه، الأردن، ط1 1989م.[6]

## وفاته
غادر الحياة إلى جوار ربه في 17 محرم 1428 هجرية الموافق 29 يناير كانون الثاني 2007